# Impuesto sobre la renta de las personas físicas (España)
El Impuesto sobre la Renta de las Personas Físicas o IRPF es un impuesto personal, progresivo, periódico y directo que grava la renta obtenida en un año natural por las personas físicas residentes en España. Así pues, es una figura impositiva perteneciente al sistema tributario español.
En los ordenamientos tributarios contemporáneos, el impuesto sobre la renta es el pilar más significativo del sistema tributario. El IRPF refleja con nitidez los principios tributarios constitucionales y de justicia material, entre los que cabe destacar el principio de progresividad, de generalidad y de capacidad económica.
La normativa aplicable al impuesto (excepto en las provincias forales de País Vasco y Navarra) es la Ley 35/2006, de fecha 28 de noviembre, del Impuesto sobre la Renta de las Personas Físicas y de modificación parcial de las leyes de los Impuestos sobre Sociedades, sobre la Renta de no Residentes y sobre el Patrimonio, así como su correspondiente Reglamento, aprobado por el Real Decreto 439/2007, de fecha 30 de marzo, por el que se aprueba el Reglamento del Impuesto sobre la Renta de las Personas Físicas y se modifica el Reglamento de Planes y Fondos de Pensiones, aprobado por Real Decreto 304/2004, de fecha 20 de febrero.
Es importante tener en cuenta la siguiente información sobre la declaración de la renta en España:
Legislación consolidada
Ayuda
Ley 35/2006, de 28 de noviembre, del Impuesto sobre la Renta de las Personas Físicas y de modificación parcial de las leyes de los Impuestos sobre Sociedades, sobre la Renta de no Residentes y sobre el Patrimonio.
Publicado en:
«BOE» núm. 285, de 29/11/2006.
Entrada en vigor:
01/01/2007
Departamento:
Jefatura del Estado
Referencia:
BOE-A-2006-20764
Permalink ELI:
https://www.boe.es/eli/es/l/2006/11/28/35/con

## Historia
La contribución general sobre la renta, nombre inicial del IRPF, fue aprobada por las Cortes Constituyentes de la Segunda República Española, mediante Ley de 20 de noviembre de 1932, bajo el Gobierno de Manuel Azaña y siendo Ministro de Hacienda Jaime Carner Romeu, de ERC. La ley, que entró en vigor el 1 de enero de 1933, fijaba un mínimo exento de 100.000 pesetas y unas tarifas desde el 1 al 7,70 %. Mediante Ley de 14 de noviembre de 1935, siendo ministro de Hacienda Joaquín Chapaprieta, se rebajó el mínimo exento a 80.000 pesetas y se aumentaron las tarifas hasta el máximo del 11 %, manteniéndose el mínimo al 1 %. Durante los años 40 y 50 no existió un impuesto global sobre la renta de las personas físicas. 
Entre 1964 y 1978 se estuvo aplicando el antecesor del actual IRPF, el Impuesto General sobre la Renta de las Personas Físicas, cuyo tramo máximo llegaba al 61,4%, manteniendo un mínimo de 15%.
El actual impuesto fue instaurado en 1978, en el ámbito de la reforma fiscal de 1977. La reforma del Estado central en un Estado descentralizado en los años 90 tuvo como resultado más cambios. Más recientemente, la reforma de 2007 continuó con el proceso de descentralización, dando más recursos a las comunidades autónomas.
El IRPF es un impuesto de carácter directo, personal, subjetivo, progresivo, periódico y con gravamen de renta de acuerdo a su naturaleza
- Directo: porque su gravamen recae sobre un índice directo de capacidad económica (renta del contribuyente que desvela auténtica riqueza o capacidad económica de su titular).
- Personal: hecho imponible se delimita por la referencia a una persona como centro de imputación del objeto gravado “renta” y no sobre un bien.
- Subjetivo: porque tiene en cuenta la renta de acuerdo con la situación personal y familiar de cada persona física (edad y grado de discapacidad del contribuyente o personas a su cargo).
- Progresivo: a mayor base imponible, se tributa en mayor porcentaje de esa renta.
- Periódico: porque se tributa reiteradamente en un ciclo temporal llamado periodo impositivo que normalmente coincide con el lapso o intervalo del año natural.
- Analítico o gravamen de renta de acuerdo con su naturaleza, en cuanto a que los distintos componentes o rentas del hecho imponible se integran en la base imponible de forma distinta en atención a su origen.

En la actualidad está cedido parcialmente a las comunidades autónomas: elementos cuantitativos y exenciones sobre todo.

## Conceptos básicos
- Rendimiento Íntegro: (RI) Es el importe total de cada una de las fuentes de renta.
- Rendimiento Neto: (RN) Es el RI minorado en los gastos fiscalmente deducibles para cada una de las categorías de renta. Por ejemplo, en el caso de los rendimientos del trabajo personal se incluyen los gastos de seguridad social.
- Base Imponible: (BI) Es la suma de los RN. Se distingue una base general y una base del ahorro.
  -  Base imponible del ahorro: se integran determinadas fuentes de renta como rendimientos de cuentas bancarias y esta suma se lleva a su tipo fijo
  - Base imponible general: se integran los rendimientos de trabajo, rendimientos de actividades económicas y algunas fuentes de renta de capital mobiliario tal como establece la ley en su articulado y se lleva a la escala de gravamen

- Base Liquidable: (BL) Es la BI menos una serie de reducciones, entre las cuales se encuentra un mínimo personal/vital/familiar.
- Gravamen: Tanto a la base general como a la base del ahorro se aplica una escala progresiva. Para la base del ahorro se usa una escala con 3 tramos y tipos que van del 21% al 27%.[5]
- Cuota Íntegra: La cuota íntegra será la suma de las cantidades resultantes de aplicar los tipos de gravamen a las bases liquidables general y del ahorro, respectivamente.
- Cuota Líquida: (CL) Es la CI menos una serie de deducciones. Por ejemplo, las deducciones por adquisición de vivienda
- Cuota Diferencial: (CD) Es la CL menos las retenciones, ingresos a cuenta, pagos fraccionados, deducciones por doble imposición internacional y deducciones por maternidad. Su importe será negativo (a devolver) si el importe de los pagos a cuenta (retenciones, ingresos a cuenta y pagos fraccionados) es superior al importe de la cuota líquida.
- Mínimo exento: es una forma de exención tributaria por la que una parte de los ingresos no se gravan por considerar que corresponden al mínimo vital o gastos de subsistencia. Se suele distinguir entre el mínimo personal (aplicable a cualquier persona, cuya cuantía para el año 2015 fue de 5550 €) y el mínimo familiar (que se añade al anterior y depende de circunstancias familiares como hijos o personas mayores a su cargo).[6]
- Mínimo exento (2): también se denomina -de manera algo confusa- mínimo exento a la cantidad de ingresos anuales que, cualquier contribuyente que no la alcance, estará exento de tener que pagar IRPF alguno. En el año 2015 este mínimo estaba fijado en 12 000 €.En el año 2018, mediante un pacto entre Partido Popular y Ciudadanos durante el proceso de aprobación de los Presupuestos Generales del estado, se aumento el mínimo exento a 14 000€.[7]
- Mínimo exento de declarar u obligación de declarar: existe un mínimo de ingresos anuales por debajo del cual el contribuyente no está obligado a presentar la declaración de la renta (aunque sí a tributar lo que le corresponda). En el año 2015 este mínimo es de 22 000 € brutos anuales, para contribuyentes que hayan obtenido sus rentas de un solo pagador.[8]

## Regulación jurídica

### Hecho imponible
El hecho imponible del IRPF es la obtención de renta por parte de una persona física residente en España en el transcurso de un periodo impositivo concreto. Su regulación legal se sitúa en el artículo 6 de la Ley 35/2006, donde el legislador prevé como fuentes de renta los rendimientos del trabajo, del capital y de las actividades económicas, así como las ganancias y pérdidas patrimoniales y las imputaciones de renta que en su caso establezca la ley. Las rentas que estén sujetas al Impuesto sobre Sucesiones y Donaciones (España) no estarán sujetas al IRPF (artículo 6.4 LIRPF).
El impuesto (artículo 6.5 LIRPF) establece una presunción iuris tantum, por la que se consideran retribuidas las prestaciones de bienes, derechos o servicios susceptibles de generar rendimientos del trabajo o del capital. Son, por tanto, presunciones de realización del hecho imponible. Los ejemplos más habituales son los préstamos de dinero o las cesiones del uso de bienes realizados entre familiares donde la ley presume que el prestamista o el cedente obtiene una renta equivalente a la que cobraría a un extraño. Tales rentas presuntas podrán no ser computadas en el IRPF si el contribuyente prueba la gratuidad de las prestaciones realizadas.
En lo referente a las imputaciones de renta antes mencionadas, la ley crea una ficción jurídica por la que reputa como obtenidas las rentas que no han sido realmente percibidas por el contribuyente. Tal situación puede darse en un número cerrado de casos previstos por la ley, concretamente los siguientes:
- Rentas inmobiliarias imputadas (2% del valor catastral; el 1,1% si el valor catastral ha sido revisado por Hacienda)
- Rentas en régimen de transparencia fiscal internacional.
- Rentas por cesión de derechos de imagen.
- Rentas obtenidas por socios o partícipes de las instituciones de inversión colectiva constituidas en países o territorios considerados como paraísos fiscales.

### Sujeto pasivo
El sujeto pasivo del impuesto, o los contribuyentes del IRPF, (art. 8 LIRPF); son las personas físicas que tengan su residencia habitual en territorio español y también las que tengan su residencia habitual en el extranjero por alguna de las circunstancias siguientes (art. 10 LIRPF): misión diplomática, oficinas consulares e Institutos en el extranjero.

#### Criterios de residencia
Los criterios para considerar residente a una persona son los siguientes (art. 9 y 10 de la LIRPF):

##### Criterio general
El criterio general es la permanencia física en España durante más de 183 días de un año natural. No se tienen en cuenta las ausencias temporales fuera del territorio nacional. Para que la ausencia fuera de España tenga eficacia, el contribuyente tiene que actuar aportando un certificado de residencia de otro lugar. Por ejemplo, si una persona se va de vacaciones con billete de ida y vuelta, estos días de ausencia, cuentan como días de residencia en España.
Hay que probar a la Hacienda española, por cualquier medio admitido en Derecho, que se ha residido más de 6 meses y un día fuera de España. No tiene eficacia ningún certificado de residencia emitido por cualquier paraíso fiscal.(Ni en el año de supuesto cambio de residencia ni en los cuatro posteriores).
Una vez probada la residencia fuera de España por más de 6 meses y un día, en el supuesto de que el nuevo lugar de residencia sea un paraíso fiscal, existe una cuarentena fiscal, es decir, un periodo de cuatro años (más aquel en que se pruebe) durante el que se tributará como residente en España. El paraíso fiscal deja de serlo cuando firma un acuerdo de intercambio de información en materia tributaria o un convenio para evitar la doble imposición con cláusula de intercambio de información. Hasta 2010, España ha firmado convenios para evitar la doble imposición(con cláusula de intercambio de información) con los siguientes países o territorios: Malta (convenio de 8/11/2005, entrada en vigor el 12/09/2006), Emiratos Árabes Unidos (Convenio 5/03/2006, entrada en vigor 2/04/2007) Jamaica (Convenio 8/07/2008, entrada en vigor 16/05/2009), Trinidad y Tobago (Convenio 17/02/2009, entrada en vigor 28/12/2009) y Luxemburgo (Protocolo al Convenio de 10/11/2009, entrada en vigor 16/07/2010). Actualmente (2011) se encuentran en tramitación los respectivos convenios con Barbados, Panamá y se firmó en abril de 2011 el convenio con Singapur que entré en vigor el 2 de enero de 2012.

##### Criterio de intereses económicos
El criterio de los intereses económicos es un criterio especial por el que la persona que no reside en España se considera residente cuando tiene actividades o intereses económicos con el núcleo principal o la base en España. Para no tributar, tal persona tendría que demostrar que la base o núcleo principal no está situado en territorio nacional.

##### Criterio de los intereses vitales
El criterio de los intereses vitales es otro criterio especial por el que se aplica una presunción iuris tantum de residencia en España si el cónyuge no separado o los hijos menores de la persona física residen en España.

##### Régimen de impatriados
El llamado régimen de impatriados es una opción contemplada (art. 93 LIRPF) por el que las personas físicas, que siguiendo el criterio general se considerarían residentes en España, y cuya permanencia tiene por causa un contrato de trabajo, pueden tributar por el Impuesto sobre la Renta de no residentes (IRNR), con un tipo significativamente más bajo que el del IRPF. Para ello, no tendrán que haber sido residentes durante los 10 años previos, y los rendimientos obtenidos del trabajo no habrán de gozar de exención para el IRNR.
La finalidad del régimen de impatriados es atraer mano de obra cualificada a España. Al acogerse a él, se tributará también en el impuesto sobre el Patrimonio por obligación real. La diferencia entre tributar en el IRPF o tributar en el IRNR es apreciable, pues en el primero se deben declarar todas las rentas mundiales a un tipo máximo cercano al 50%, mientras que en el IRNR se aplica un tipo fijo del 24,75% solo para la renta obtenida en España.

#### Régimen de atribución de rentas
El régimen de atribución de rentas (art. 86-90 LIRPF) hace referencia a los supuestos en que exista una obtención de renta por parte de la persona física, que proviene de una entidad que no está sometida al Impuesto de Sociedades, bien por tratarse de una sociedad civil, bien por ser una entidad carente de personalidad jurídica (por ejemplo una comunidad de vecinos o una herencia yacente).
Las rentas correspondientes a las mencionadas entidades se atribuirán a los miembros que las integren, de manera que la entidad en sí no tributa ni por el IRPF ni por el Impuesto de Sociedades.
Para determinar la renta atribuible a cada uno de los miembros (sean estos socios, herederos, comuneros o partícipes), se aplicarán las siguientes reglas:
- Si todos los miembros de la entidad en régimen de atribución de rentas son sujetos pasivos del Impuesto de Sociedades, tributarán por este.
- Si hay alguna persona física, tributará por el IRPF.[16]

Estas rentas se calificarán en función de la naturaleza derivada de la actividad o fuente de donde procedan para cada uno de ellos.

### Exenciones
La ley del impuesto establece un conjunto de rentas que gozan de exención en el IRPF. (básicamente contenidas en el art. 7 LIRPF).
Los supuestos de exención contemplados en la Ley son muy heterogéneos, pues algunas no ponen de manifiesto capacidad económica de manera clara y concreta, mientras que en otras la inexistencia de una manifestación real de capacidad económica es muy discutible, como puede ser el caso de las indemnizaciones por diferentes tipos de daños personales o morales. No resulta tampoco sencillo diferenciar en muchas ocasiones entre determinadas prestaciones exentas de otras de naturaleza muy similar que no lo están, lo que puede ser fuente de desigualdades y discriminaciones. Las exenciones contempladas recogen supuestos de diferente carácter y naturaleza; en unas ocasiones tienen una cierta naturaleza indemnizatoria y en otras son auténticos incentivos fiscales.

#### Críticas al sistema de exenciones establecido en el impuesto:[19]
- La propia existencia de exenciones supone una cierta contradicción con dos de las características expuestas del impuesto como son el impuesto personal y la progresividad. En el IRPF tal como está configurado, el concepto de mínimo personal y familiar tiene un papel trascendente. De esta manera, si lo que quiere es gravar toda la capacidad económica de cada contribuyente, según su situación personal y familiar, deberían sumarse todas las rentas del mismo y después, tener en cuenta, a efectos de disminuir el impuesto a pagar, aquella parte que, según la situación concreta, deba destinarse a las propias necesidades del mismo y de las personas de su entorno familiar. A título de ejemplo las rentas de personas discapacitadas deberían estar plenamente sujetas al impuesto sin ningún tipo de exención y después analizar las específicas necesidades que deben reflejarse en un incremento del mínimo personal según su concreta situación y no mediante exenciones.
- No debe olvidarse también que la exención plena de determinadas rentas evita la progresividad, en la medida en que las rentas exentas no se suman a otras que sí soportan la progresividad del impuesto, no solo deja de gravarse los conceptos exentos, sino que también las otras rentas, sí gravadas, lo son a un tipo menor, con menor progresividad. Este efecto derivado de la exención técnicamente podría corregirse con la exención con progresividad, que añadiría mayor complejidad de aplicación.
- Desde el punto de vista técnico, no es justificable la exención de algunas rentas que ponen de manifiesto una verdadera capacidad económica, como incentivo fiscal de determinadas actividades como pueden ser las ayudas a deportistas, los trabajos en el extranjero u otros.

A pesar de estas críticas, en casi todas las reformas del impuesto, ya sean total o parciales se mantienen las exenciones existentes hasta ese momento y se le suman otras nuevas, lo que hace que la lista de las mismas vaya en progresivo aumento desde la implantación del impuesto, lo que va en contra de la ampliación de las bases imponibles y de la simplificación del impuesto.
A continuación se menciona un reducido grupo, por su especial complejidad o por su especial trascendencia.

#### Indemnizaciones a causa de responsabilidad civil por daños personales
Los daños que hagan surgir la indemnización habrán de ser personales. Con el objetivo de evitar el fraude tributario, la exención estará limitada a la cantidad fijada por precepto legal, acuerdo judicial, actos de conciliación y transacción judicial. Asimismo, las derivadas de contratos de seguro de accidentes estarán limitadas a la cuantía resultante de aplicar el sistema de valoración de los daños y perjuicios causados a las personas en accidentes de circulación. Por otro lado, en el supuesto de que la Administración Pública alcance un acuerdo indemnizatorio que finalice el procedimiento, habrá una exención del total de la cantidad acordada.
En todos los supuestos mencionados, la limitación de la exención está vinculada a la intervención del poder público correspondiente, bien sea a través de la autoridad judicial, la administrativa, o bien por imperativo legal que marque una cuantía específica.

#### Indemnizaciones por despido o cese del trabajador
La indemnización por despido o cese del trabajador quedará exenta hasta la cuantía que el Estatuto de los Trabajadores fije como obligatoria. Se incluye también las indemnizaciones obligatorias establecidas por la normativa de desarrollo del Estatuto y por aquella que regule la ejecución de sentencias. Por vía reglamentaria, la exención queda condicionada a la real y efectiva desvinculación del trabajador con la empresa, estableciéndose además una presunción iuris tantum por la que se establece que continúa tal vinculación si en los tres años inmediatamente posteriores al despido o cese, existiera una nueva prestación de servicios entre el trabajador y la misma empresa u otra vinculada a ésta.
Si la cuantía de la indemnización, en virtud de convenio, pacto o contrato, fuese mayor que la establecida obligatoriamente por el Estatuto y demás normas mencionadas, la exención no será de aplicación más que en las cantidades obligatorias, quedando sujeto el resto. No obstante, si el Ordenamiento, al regular la indemnización de un supuesto concreto, contiene una remisión expresa a la cantidad que hayan pactado las partes para rescindir el contrato, tal cantidad estará exenta.
En el supuesto de que antes del acto de conciliación, el empresario deposite la indemnización legal ante el Juez de lo Social y reconozca la improcedencia del despido, se aplicará igualmente esta exención hasta la cantidad que la norma fije para el despido improcedente.
En los procesos en que se produzca una extinción del contrato de trabajo de mutuo acuerdo, en los que el cese de la relación laboral ha sido consensuado y no fruto de la voluntad unilateral del empresario, la indemnización resultante no gozará de exención.
La exención por tales prestaciones solo estarán exentas para los supuestos de incapacidad permanente absoluta o gran invalidez. La fuente de las prestaciones habrá de ser la Seguridad Social o las entidades que la sustituyan. Si concurriera la prestación de la Seguridad Social con otras prestaciones contempladas para la misma situación en convenios, seguros, mutualidades y demás; no estará exenta más que la cantidad prevista por la Seguridad Social como prestación máxima, tributando el resto como rendimiento del trabajo.

#### Premios literarios, artísticos y científicos relevantes
Será necesario, acorde al artículo 3 del Reglamento, que tales premios se entreguen sin contraprestación alguna, de manera que el ente que lo otorgue no resulte beneficiado patrimonialmente a costa del premiado con la cesión o la limitación de su derecho de propiedad. El hecho que motive el premio tendrá que haberse producido con anterioridad a la convocatoria, y esta no deberá limitar la participación de concursantes por razones ajenas a la esencia del premio.
Con estos requisitos se pretende evitar que la exención para los premios sirva para cubrir fraudulentamente un negocio jurídico oneroso entre el falso premiado y el falso otorgante. Para un mayor control, la exención es rogada, de manera que para que aplique, deberá ser declarada por la Administración Tributaria.

#### Premios por sorteos y apuestas
Estarán exentas las cantidades inferiores a 40.000 euros percibidas por haber obtenido un premio en las loterías y apuestas organizadas por el Organismo Nacional de Loterías y Apuestas del Estado, por las Comunidades Autónomas, por la Cruz Roja Española y por la ONCE.
Los premios superiores a 40.000 euros tributan un 20%. Este nuevo impuesto se cobra directamente aplicando la retención al cobrar el premio, es decir, solo se cobra el 80% del premio.

#### Rendimientos del trabajo en el extranjero
Quedarán exentos los rendimientos del trabajo percibidos como consecuencia de trabajos efectivamente realizados en el extranjero para una empresa o entidad no residente en España, o un establecimiento permanente radicado en el extranjero. Es necesario, para que rija la exención, que en el lugar donde se hayan realizado los trabajos mencionados exista un impuesto de naturaleza idéntica o análoga al IRPF español, y que el territorio o país no haya sido calificado como paraíso fiscal, que se pruebe la realidad del desplazamiento, y que el beneficiario de los trabajos sea una entidad o establecimiento permanente no residente en España; en caso de entidades vinculadas hay requisitos adicionales. El límite máximo de la exención será de 60.100 € por año, y no será compatible con el régimen de excesos excluidos de tributación, pudiendo escoger el contribuyente entre uno u otro en función de lo que se adecúe a sus intereses.

### Base imponible
La base imponible es la cuantificación dineraria del hecho imponible. Atendiendo a lo dispuesto en el artículo 15 de la Ley, existen tres etapas para determinar la base imponible y liquidable.
Para empezar, las rentas habrán de calificarse y cuantificarse de acuerdo a su origen, distinguiendo así entre rentas procedentes de los rendimientos, rentas procedentes de las ganancias y pérdidas patrimoniales, y rentas imputadas.
En primer lugar, la renta podrá proceder de los rendimientos, bien sean del trabajo, del capital (mobiliario e inmobiliario) o de las actividades económicas. Para calcular los rendimientos netos, se restarán los gastos deducibles a los ingresos computables. Tales ingresos computables se obtienen en la mayoría de los casos mediante estimación directa, con la notable excepción de los rendimientos de actividades económicas, en los que también se admite la estimación directa simplificada y la estimación objetiva (por índices, signos o módulos). A los rendimientos netos habrán de aplicárseles las correspondientes reducciones, unas minoraciones en la base imponible que tratan de corregir la progresividad desviada que provoca la generación de rentas plurianuales o notoriamente irregulares que tributan en un único devengo anual.
Por otro lado, junto con los rendimientos mencionados, existe la categoría de ganancias y pérdidas patrimoniales, estimada mediante la diferencia de los valores de adquisición y transmisión de los bienes y derechos. Al contrario que en los casos anteriores, esta categoría no es propiamente una fuente de renta, sino una variación del patrimonio del sujeto pasivo.
También hay que mencionar la inclusión de una categoría adicional que comprenda los cuatro supuestos de rentas imputadas, respectivamente, rentas inmobiliarias, en régimen de transparencias fiscal internacional, por cesión de derechos de imagen y aquellas relativas a los partícipes en instituciones de inversión colectiva en paraísos fiscales.
Finalmente, hay que destacar que el capítulo IV del título III de la Ley establece dos clases de renta (y por lo tanto, dos clases de base imponible), en función del origen de la renta. De esta manera, será renta del ahorro aquella que proceda de ciertos tipos de rendimientos de capital mobiliario, así como las ganancias y pérdidas patrimoniales surgidas a raíz de la transmisión de un elemento patrimonial. Por otro lado, será renta general todo aquello que no sea considerado renta del ahorro.

#### Rendimientos del trabajo
El artículo 17 de la Ley distingue los rendimientos íntegros del trabajo de todas aquellas contraprestaciones y utilidades obtenidas a consecuencia del trabajo que no sea por cuenta propia, o más concretamente, que no conlleve la asunción de riesgos inherente al trabajo por cuenta propia. Los rendimientos resultantes del trabajo que no esté encuadrado en el anterior requisito de ajeneidad, habrán de considerarse rendimientos de actividades económicas.
Según el artículo 16, todas las contraprestaciones dinerarias o en especie, que deriven directa o indirectamente del trabajo personal o de la relación laboral, y no tengan el carácter de rendimientos de actividades económicas, habrán de calificarse como rendimientos del trabajo.
En el artículo 17.1, al definir los rendimientos íntegros del trabajo, el legislador habla de «todas las contraprestaciones y utilidades». En la Ley se hace esta distinción porque desde el punto de vista jurídico, contraprestación significa lo que da una parte estando obligado a hacerlo, es decir, existe una obligatoriedad, por ejemplo, el salario que el empresario está obligado a pagar al trabajador. En cambio, utilidad se refifdere al hecho de que el trabajador recibe algo sin que el empresario esté obligado jurídicamente, como por ejemplo un regalo, un curso que el empresario no está obligado a sufragar, etc.

##### Supuestos
Las contraprestaciones y utilidades más habituales en los rendimientos del trabajo, que ejemplificativamente enumera el artículo 17.1, son los sueldos y salarios, las prestaciones por desempleo, las remuneraciones en concepto de gastos de representación, las dietas y asignaciones de viajes que excedan del permitido, las aportaciones que realiza la empresa a planes de pensiones del trabajador y los recibidos por relación contractual especial.
Junto con los rendimientos abarcados por la definición general, hay que destacar la existencia de supuestos específicos que, según el artículo 17.2, han de considerarse rendimientos del trabajo. Al contrario que en el 17.1, aquí se busca enumerar en una lista cerrada un conjunto de rendimientos que son calificados legalmente como del trabajo, al margen de su compatibilidad con el concepto general.

##### Prestaciones
Las prestaciones consideradas como rendimiento del trabajo por el artículo 17.2 incluyen aquellas procedentes del INEM; pensiones a favor del cónyuge; pensiones de la Seguridad Social o de funcionarios; prestaciones derivadas de planes de pensiones; las percibidas por los beneficiarios de los planes de previsión social empresarial; y las percibidas por los beneficiarios de los seguros de dependencia conforme a lo dispuesto por la Ley de promoción de la autonomía personal y atención a las personas en situación de dependencia.

##### Rendimientos de trabajo asimilado
Junto con las prestaciones, el 17.2 considera rendimiento del trabajo un heterogéneo conjunto de retribuciones que incluyen las relaciones laborales de carácter especial, los rendimientos obtenidos de cursos, coloquios y seminarios, los rendimientos generados por la publicación de obras literarias, las retribuciones a los miembros de los Consejos de Administración, etc.
Mención especial merecen los derechos de contenido económico que los fundadores de una sociedad se reservan al constituir esta. Los llamados bonos de fundador, acorde al artículo 11 de la Ley de Sociedades Anónimas, no excederán del 10% de los beneficios societarios durante un periodo máximo de 10 años. Respecto a su valoración tributaria, el artículo 47 del Reglamento establece un supuesto complejo por el que se da una valoración mínima del 35% del valor equivalente del capital social que concediera la misma participación en los beneficios que los bonos de fundador.

##### Rendimientos en especie
Según el artículo 42.1, son rendimientos en especie la utilización, consumo u obtención de bienes, derechos o servicios, que de forma gratuita o por precio inferior al de mercado, y para fines particulares, son entregados al contribuyente como retribución, producida no solo por rendimientos del trabajo, sino también por rendimientos de capital mobiliario o de ganancias y pérdidas patrimoniales. No obstante, el marco habitual de los rendimientos en especie se sitúa en una relación laboral.
Sirva como ejemplo de rendimientos en especie fruto del trabajo, la concesión de la empresa al asalariado de viviendas, uso o entrega de automóviles, préstamos a tipos inferiores del vigente en el mercado, etc. Por otro lado, un rendimiento en especie producido en el ámbito de un rendimiento de capital mobiliario podría ser un electrodoméstico otorgado por una entidad financiera a cambio de la inversión de una determinada cantidad de dinero en uno de sus fondos.
El artículo 42.2 establece una serie de supuestos a los que se excluye de la consideración de rendimientos en especie:
- Utilización de los bienes destinados a los servicios sociales y culturales del personal.
- Entrega a los trabajadores en activo de acciones o participaciones de la propia empresa, o de otras del grupo de sociedades, en la parte que no exceda de 12.000€ anuales para el conjunto de las entregadas a cada trabajador.
- Gastos de estudio para la actualización, capacitación o reciclaje del personal empleado.
- Entregas a empleados de productos a precios rebajados que se realicen en comedores de empresa, cantinas o economatos de carácter social.
- Gastos de seguros de enfermedad.
- Seguros de accidente laboral o responsabilidad civil.
- Préstamos concertados con anterioridad al 1 de enero de 1992.

##### Rendimientos irregulares
Los rendimientos irregulares son una categoría de rendimientos que se han generado en un plazo superior a dos años y que no son recurrentes o periódicos. La legislación tributaria les da un trato especial por tratarse de un tipo de rendimientos cuyas características son incompatibles con la progresividad que el impuesto trata de reflejar, basándose en un devengo anual. La obtención de un rendimiento irregular, generado a lo largo de varios años, y que tributa en un solo ejercicio, supone una elevación injustificada del tipo. Para evitar tal situación, la cuantía de los ingresos irregulares se minora en atención a los años que duró su generación.
Para computar su cuantía, se practica una reducción del 40%. Desaparecen respecto a años anteriores la reducción del 40% para las prestaciones en forma de capital percibidos de los planes de pensiones o de las mutualidades de previsión social, y las reducciones del 40% o 75% para las prestaciones en forma de capital de los seguros colectivos.

##### Gastos deducibles
Se podrá deducir los siguientes conceptos:
- Cotizaciones a la Seguridad Social o a mutualidades generales obligatorias de funcionarios.
- Detracciones por derechos pasivos (cotizaciones de los funcionarios para su jubilación).
- Cotizaciones a los colegios de huérfanos o similares.
- Cuotas satisfechas a los sindicatos
- Contribuciones obligatorias a los Colegios de Profesionales por la cuota obligatoria con el límite de 500 euros anuales (artículo 10).
- Los gastos de defensa jurídica por litigios del contribuyente contra la persona de la que percibe los rendimientos hasta 300,00 euros/año.

##### Reducción general
El rendimiento neto del trabajo se minorará en las siguientes cuantías anuales:
- Si el rendimiento neto del trabajo es menor o igual a 9000.- euros: 4000 euros.
- Si el rendimiento neto del trabajo se encuentra entre 9000,01 y 13 000 euros inclusive: 4000 - 0.35 × (rendimiento neto - 9000) euros
- Si el rendimiento neto del trabajo es mayor a 13000 euros o con rentas distintas del trabajo mayores a 6500: 2600 euros.

Se incrementarán estas reducciones en un 100% en el caso de trabajadores activos mayores de 65 años y para los contribuyentes desempleados que acepten oferta en otra localidad para lo cual se deba trasladar de domicilio, este beneficio durara el ejercicio de traslado y el siguiente.
Adicionalmente, las reducciones se incrementarán en:
- 3200 para trabajadores activos discapacitados con minusvalía entre el 33% y 65%.
- 7100 para trabajadores activos discapacitados con minusvalía igual o superior al 65% o que acrediten necesitar ayuda de terceras personas o movilidad reducida, aunque no alcancen el 65% de minusvalía.

En todo caso, el saldo tras la minoración, no podrá ser negativo.

##### Esquema de liquidación
El esquema de liquidación de los rendimientos del trabajo es el siguiente:
- Rendimiento íntegro del trabajo (dinerario o en especie)
  - - Reducción por rendimientos irregulares
  - - Gastos deducibles
- = Rendimiento neto del trabajo previo
  - - Reducción general
- = Rendimiento neto del trabajo

#### Rendimientos del capital mobiliario
Art. 21 LIR: «Tendrán la consideración de rendimientos íntegros del capital la totalidad de las utilidades o contraprestaciones, cualquiera que sea su denominación o naturaleza, dinerarias o en especie, que provengan, directa o indirectamente, de elementos patrimoniales, bienes o derechos, cuya titularidad corresponda al contribuyente y no se hallen afectos a actividades económicas realizadas por este». Es decir, los rendimientos del capital provienen de elementos patrimoniales que no se encuentran afectos a ninguna actividad económica.
Existe una regla para hacer el deslinde con ganancias o pérdidas: hay que entender que hay rendimiento de capital cuando los elementos patrimoniales siguen perteneciendo a la persona. Por ejemplo, un paquete de acciones: los frutos, que son los dividendos, son rendimiento de capital. Pero si los vendo, es ganancia de patrimonio. Hay una única excepción a esta regla: con respecto de algunas rentas que se obtiene desprendiéndose de los bienes y siguen considerándose rendimiento de capital. Esta excepción se establece en la última parte del art. 21.1 LIR: «Salvo que por esta Ley se califiquen como rendimiento de capital”. Se trata de los supuestos del art. 25.2 LIR: “Rendimientos obtenidos por la cesión a terceros de capitales propios», en general, los títulos que documentan la cesión a terceros de capital. Si los bienes se utilizan en una actividad económica, son rendimientos de capital económico. Por ejemplo, un frutero: lo que obtiene de su negocio es rendimiento de capital económico. Pero si tiene un almacén que no lo utiliza en una actividad económica, percibe rendimiento de capital.

##### Participación en fondos propios de entidades
Se trata de acciones y otras participaciones en los fondos propios de cualquier tipo de entidad:
- Los dividendos (exención de los primeros 1500 €).
- Las primas de asistencia a juntas.
- Las participaciones en los beneficios de cualquier tipo de entidad.
- Los rendimientos procedentes de cualquier clase de activos, excepto la entrega de acciones liberadas que, estatutariamente o por decisión de los órganos sociales, faculten para participar en los beneficios, las ventas...
- Cualquier utilidad derivada de la condición de socio, accionista, asociado o partícipe.
- Constitución o cesión de derechos o facultades de uso o disfrute de acciones y participaciones

##### Cesión de capitales a terceros
Cesión de dinero, cualquier modalidad o contrato o negocio jurídico que responda a un préstamo. El dinero se cede a un tercero a cambio de una contraprestación.
Aquí nos encontramos con los intereses que provienen de la cesión a terceros. Existen muchas cesiones a terceros que se documentan en títulos, como por ejemplo, los bonos, pagarés, letras de tesoro.
Si una persona compra un título para que al cabo de un tiempo le devuelva lo que ha dado más los intereses, es lo que se llama la titularización de un préstamo.
Si se compra una letra de tesoro por 3000€, al cabo de 2 años: se le devuelven los 3000 € + la rentabilidad acumulada durante los 2 años.
Esta rentabilidad, esos intereses, son rendimientos de capital mobiliario, sin ninguna duda.
Lo que sucede es que esos títulos se pueden vender a terceros antes de su vencimiento: la Ley opta por su tratamiento como rendimiento de capital mobiliario.
Es decir, en caso de venta de los títulos se recibe: los intereses puros, que se reciben con separación del capital prestado + las ganancias que se reciben de la venta de los títulos antes de que se amortice la letra del tesoro. Hay una forma habitual de fijar el interés en el título: emitir el título al descuento.
Ejemplo: el título tiene el valor de 100 y se compra por 80. Al cabo de un tiempo, cuando se amortiza el título (cuando se devuelve el préstamo), una persona recibe 100: de los cuales 20 son renta de capital mobiliario.
En estos casos de cesión de capital a terceros, el titular de estos documentos, de los títulos, puede hacer 2 cosas: esperar al vencimiento o vender el título a un tercero antes del vencimiento del título. Este tercero sabe que recibe 100, pero la venta se hace a 90. De manera que, para el vendedor del título hay una ganancia de patrimonio de 10. Pero este 10 el legislador lo considera también rendimiento de capital mobiliario. Esta es la excepción a la que se hacía referencia al principio (art. 21.1 LIR en relación con el art. 25.2 LIR)
De este primer bloque de los rendimientos de capital mobiliario, se admite deducir solo los gastos de administración y custodia de los títulos
El rendimiento neto = Ingresos – Gastos (solo los mencionados antes)
El rendimiento neto es prácticamente el interés que se percibe

##### Operaciones de capitalización y contratos de seguro de vida o invalidez
Ejemplos de rendimientos de operaciones de capitalización y de contratos de seguro de vida o invalidez:
- Prestaciones de supervivencia
- Prestaciones de jubilación
- Prestaciones de invalidez

En los seguros de vida se pagan primas que se recuperan al cabo de un tiempo + la rentabilidad.
Tenemos que tener en cuenta que NO se incluyen entre estos rendimientos:
- Las prestaciones que de acuerdo con el artículo 16.2 a) de la ley deban tributar como rendimientos de trabajo (seguros colectivos que instrumenten los compromisos por pensiones asumidos por empresas).
- Las derivadas de seguros en caso de fallecimiento, que tributarán en el impuesto sobre sucesiones y donaciones (ISD).
- Las prestaciones derivadas de seguros de daños, que generan ganancias o pérdidas patrimoniales.

##### Otros rendimientos de capital mobiliario
Bajo este epígrafe se incluye una lista de supuestos inconexos, como son los derivados de la propiedad intelectual que no pertenezca al autor; de cesión de la propiedad industrial cuando el cedente no es el creador; de la prestación de asistencia técnica; del arrendamiento de bienes muebles, negocios y minas; de las rentas vitalicias u otras temporales que tengan por causa la imposición de capitales (por ejemplo, la transmisión de la vivienda por una renta vitalicia), y los procedentes de la cesión del derecho a la imagen o del consentimiento o autorización para su utilización. Aquí se admite la deducción de todos los gastos necesarios para obtener estos ingresos.
NOTA: mencionar que 1, 2 y 3 van a Renta del Ahorro y 4. a Renta General.

##### Rendimientos íntegros
Los rendimientos íntegros deberán computarse por el importe total percibido por el contribuyente.

##### Rendimientos irregulares
Los rendimientos irregulares son los contemplados en el cuarto grupo, el referido a otros rendimientos de capital mobiliario como puedan ser los derivados de la propiedad intelectual que no pertenezca al autor, de la propiedad industrial, etc. Este tipo de rendimientos van a la parte general y por tanto se gravan a tarifa, ya que no constituyen renta del ahorro. Dado su carácter de rendimiento irregular, se aplica una reducción del 30% del rendimiento neto. La existencia de reducción del 40% del rendimiento neto, por ser rendimientos irregulares.
El Art. 26.2 LIR señala como rendimientos irregulares los siguientes:
- Los procedentes del arrendamiento de: bienes muebles, negocios (no relacionarlo con los locales de negocio, pues son cosas distintas), minas y los percibidos por el subarrendador. El Rend Neto = Rends. íntegros - Gastos Necesarios y Amortizaciones.

- Los procedentes de la prestación de asistencia técnica, salvo que esta prestación tenga lugar en el ámbito de una actividad económica. El Rend Neto = Rends. íntegros - Gastos Necesarios y Amortizaciones.

- Otros: los procedentes de la propiedad intelectual (cuando el contribuyente no sea el autor), los procedentes de la propiedad industrial que no se encuentre afecta a actividades económicas realizadas por el contribuyente, los procedentes de la cesión del derecho a la explotación de la imagen o del consentimiento o autorización para su utilización, salvo que dicha cesión tenga lugar en el ámbito de una actividad económica. El Rend. Neto = Rends. íntegros - Gastos de Administración y custodia.

##### Gastos deducibles
Para determinar el Rendimiento Neto, se deducirán exclusivamente (de los Rendimientos íntegros):
- Los gastos de administración y custodia de valores negociables (para los grupos 1 y 2).
- Los gastos necesarios para su obtención (grupo 4).

#### Rendimientos del capital inmobiliario
Son los rendimientos procedentes de la titularidad de bienes inmuebles rústicos y urbanos o de derechos reales que recaigan sobre ellos, que se deriven del arrendamiento o de la constitución o cesión de derechos o facultades de uso o disfrute sobre los mismos, cualquiera que sea su denominación o naturaleza, Art. 22 LIR. En resumen, los rendimientos procedentes de la titularidad de bienes inmuebles rústicos y urbanos, o de derechos reales que recaigan sobre ellos:
- No afectos a una actividad económica, ya que si fuera así, se declararían como rendimientos de actividades económicas.
- Han de ser de titularidad del contribuyente, por tanto, debe ser propietario o un titular de un derecho real sobre el inmueble.

##### Rendimientos íntegros
Se computará como rendimiento íntegro el importe que por todos los conceptos se reciba del adquirente, cesionario, arrendatario o subarrendatario, incluido, en su caso, el correspondiente a todos aquellos bienes cedidos con el inmueble y excluido el Impuesto sobre el Valor Añadido. Notas de esta definición:
- Bien cedido para su uso por terceros. Si no están cedidos se aplica la imputación de rentas.
- Tanto para bienes inmuebles urbanos y rústicos.
- Todos los conceptos que se reciban del adquirente.

Por tanto, distinguimos:
- Arrendamientos. Tenemos que diferenciar entre:
  - Arrendamiento del local de negocio. Es un Rend. del Capital Inmobiliario.
  - Arrendamiento del negocio. Es un rend. de Capital Mobiliario.
- Subarrendamientos.
- Constitución o cesión por el propietario del bien de un derecho real sobre el mismo.

##### Rendimientos irregulares
Qué se consideran rendimientos irregulares:
- los que tengan un período de generación superior a 2 años.
- aquellos que se obtienen de forma notoriamente irregular en el tiempo. Exclusivamente los siguientes (art. 15.1 RIR):
- importes obtenidos (por el propietario del inmueble) por el traspaso de negocios,
- indemnizaciones recibidas del arrendatario por daños o desperfectos en el inmueble,
- importes obtenidos por la constitución o cesión de derechos de uso o disfrute de carácter vitalicio.

El porcentaje de reducción es siempre del 40%. ¿Qué importe se reduce? Nos dice la Ley que debemos reducir el rendimiento neto, pero eso debe ser analizado en cada caso, habría que reducir ese rendimiento en el importe de sus gastos, no la parte alícuota de los gastos correspondientes a todos los inmuebles.

##### Gastos deducibles
Arts. 21.1 LIR; 12 y 13 RIR. En general, todos los gastos necesarios para la obtención de los rendimientos que sean a cargo del titular, y el importe del deterioro sufrido por los bienes. En caso de arrendamiento por período inferior al año, se prorratearán los gastos deducibles de carácter anual. En particular (art. 12 RIR):
a) Intereses de capitales ajenos invertidos en la adquisición o mejora de los bienes que generan los rendimientos y demás gastos de financiación, siempre que sean a cargo del propietario o titular.
b) Tributos y recargos no estatales (Impuesto sobre Bienes Inmuebles, Tasas municipales, Contribuciones Especiales Municipales, etc.) no repercutibles legalmente y que no tengan carácter sancionador; Tasas y Recargos Estatales.
c) Cantidades devengadas por terceros en contraprestación, directa o indirecta, de servicios personales: gastos de portería, vigilancia, administración, etc. (a menudo incluidos en el recibo de gastos de comunidad) siempre que sean a cargo del titular.
d) Gastos de formalización de arrendamiento y defensa jurídica.
e) Saldos de dudoso cobro, siempre que esté justificado, es decir:
-cuando el deudor esté en suspensión de pagos, quiebra, etc.
-cuando entre la primera gestión de cobro y el final del período impositivo haya transcurrido más de 6 meses.
Si una vez deducido un saldo como gasto se obtuviera su cobro, en ese caso se considerará ingreso de ese período.
f) Gastos de conservación (pintado, revoco de paredes) y reparación (arreglo calefacción, ascensor, bajada de aguas) soportados por el titular. Son deducibles en tanto se trata de gastos necesarios para mantener en uso el bien. Por el contrario, no serán deducibles los gastos de ampliación o mejora (mobiliario, puertas de seguridad, contraventanas, enrejado, etc.), ya que suponen un aumento en el valor del bien (se deducen vía amortización). En algunos casos la frontera entre estos dos tipos de gastos es bastante difusa.
g) Primas de seguros relacionados con el inmueble (incendio, responsabilidad civil, robo, rotura, etc.).
h) Servicios y Suministros: agua, gas, electricidad, etc., a cargo del titular.
i) Amortizaciones (Art. 13 RIR), tanto del inmueble como de los bienes muebles cedidos conjuntamente con el mismo, siempre que respondan a la depreciación efectiva. A efectos fiscales se entiende cumplido este requisito en los siguientes casos:
-inmuebles: el 3% del mayor valor, entre el Coste de Adquisición y el Valor Catastral (excluyendo el valor del suelo, ¿Cuál es el valor de la edificación y cuál el del suelo? Utilizar el recibo del IBI).
-muebles: cuando la dotación no exceda el coeficiente lineal máximo fijado en las tablas de amortización de carácter general para actividades económicas (Art. 28 RIR, en general el 10%).

##### Reducciones por cesión de vivienda
(Exenciones parciales o totales )
- Reducción del 60% del rendimiento neto prevista para el arrendamiento de viviendas (esta reducción se aplica a rendimientos positivos y negativos).
- Reducción incrementada del 100% del rendimiento neto en caso de arrendamiento de viviendas, cuando concurran los siguientes requisitos:
  - El arrendatario tenga una edad comprendida entre 18 y 30 años, y
  - Unos rendimientos netos del trabajo o de actividades económicas en el período impositivo superiores al indicador público de renta de efectos múltiples.
- Reducción del 40% para rentas irregulares, como sería el caso de un traspaso

Nota  hasta 2011, estas cifras eran, 35 años, y el 50%

##### Rendimientos en caso de parentesco
Cuando entre el arrendatario y el arrendador exista parentesco (hasta el tercer grado inclusive, tanto consanguíneo como por afinidad: padres-hijos, hermanos, tíos-sobrinos), el Rendimiento Neto no podrá resultar inferior al Rendimiento que resulte del Art. 85 LIR ( Imputación de rentas Inmobiliarias). Art. 85 LIR, Imputación de rentas inmobiliarias. Ámbito de aplicación:
1. Bienes urbanos (no rústicos).
2. No afectos a actividades económicas.
3. No generadores de rendimientos del capital inmobiliario. Es decir, utilizados por su propietario (a excepción de la vivienda habitual) o desocupados (el tratamiento en ambos casos será el mismo).
4. No debe tratarse de solares, ni de inmuebles en construcción, ni de inmuebles no susceptibles de uso por motivos urbanísticos.
5. El tratamiento es el mismo en caso de propiedad o usufructo (la valoración será la del inmueble en ambos casos, no la del usufructo). En caso de usufructo, la persona que debe imputarse la renta es el usufructuario, no el que ostenta la nuda propiedad, ya que es al primero al que corresponden las rentas y frutos del inmueble.

- Rendimiento a computar: Un inmueble urbano no arrendado no produce rendimientos monetarios, pero a efectos fiscales debe imputarse como rendimiento el 2% del valor catastral. El porcentaje desciende a un 1'1%, si el valor catastral ha sido revisado o modificado con posterioridad al 1 de enero de 1994 (en el cuadernillo que acompaña el impreso de la declaración aparece la lista de municipios que han sufrido esta revisión).

- Precisiones:
  - El porcentaje se calcula sobre el valor total correspondiente, incluyendo el valor del suelo.
  - Si a la fecha de devengo del impuesto (31-12) no se dispusiera del valor catastral (frecuente en inmuebles nuevos), se tomará como valor de referencia el 50% del valor a efectos del Impuesto sobre el Patrimonio (el de adquisición o el del ISD) y se aplica el 1,1%.
  - Si la titularidad no se ha ejercido durante todo el ejercicio, sino solo sobre una parte de él, el importe del rendimiento se calculará sobre el período proporcional.

- Gastos deducibles: No hay.

#### Rendimientos de actividades económicas
Regulados en los artículos 27 a 32 de la LIRPF.
Se considerarán rendimientos íntegros de actividades económicas aquellos que, procediendo del trabajo personal y del capital conjuntamente, o de uno solo de estos factores, supongan por parte del sujeto pasivo la ordenación por cuenta propia de medios de producción y de recursos humanos o de uno de ambos, con la finalidad de intervenir en la producción o distribución de bienes o servicios.
En concreto la ley recoge expresamente las siguientes actividades:
- Actividades extractivas, de fabricación, comercio o prestación de servicios, incluidas las de artesanía, agrícolas, forestales, ganaderas, pesqueras, de construcción, mineras, y el ejercicio de profesiones liberales, artísticas y deportivas.

Recordar: En la mayoría de las ocasiones, la calificación de determinadas actividades pueden conllevar un conflicto entre esta categoría y la relativa a los rendimientos del trabajo, algunos ejemplos típicos serían:
- Cursos, conferencias, seminarios y coloquios.
- Obras literarias, artísticas, relaciones especiales de artistas en espectáculos, etc.

Todos los rendimientos de estas actividades serán calificados como rendimientos de actividades económicas, siempre y cuando se lleve a cabo la ordenación por cuenta propia de los medios de producción y de recursos humanos, o de uno de ambos, con la finalidad de intervenir en la producción o distribución de bienes o servicios.
Es importante señalar que la actividad empresarial la desarrolla aquel que, de forma habitual, personal y directa, y por cuenta propia, ordena los medios de producción y los recursos humanos afectos a las actividades. La Ley presume que, salvo prueba en contrario, el empresario o profesional es quien figure como titular de la actividad.
Un caso especial es el arrendamiento o compraventa de inmuebles, que se realiza y considera como actividad económica, únicamente cuando se tenga una persona empleada con contrato laboral y a jornada completa.

##### Estimación directa
El método de estimación directa admite dos modalidades: normal y simplificada.
En la estimación directa normal el contribuyente tributa por lo real y se aplica para determinar el rendimiento neto de todas las actividades económicas que desarrolla el contribuyente, siempre que se den los siguientes requisitos:
- Que haya más de 600 000 euros de facturación al año.

- Que se renuncie a la modalidad simplificada del método de estimación directa.

Por ejemplo, si se facturan 500 000 euros/año: se trata de la estimación directa simplificada porque hay menos de 600 000 euros de facturación. Si se facturan 700 000 euros/ año, es una estimación directa normal. Si se facturan menos de 450 000 euros al año, sería una estimación objetiva, pero si el contribuyente renuncia al sistema de estimación objetiva, pasaría a la estimación directa simplificada.
En la estimación directa normal se remite al Impuesto sobre Sociedades y se aplican las reglas del ISOC para determinar los ingresos reales.
En el ISOC se aplica la contabilidad mercantil: como punto de partida es el resultado contable = ingresos – gastos, y luego se aplican los ajustes.
En la estimación directa se grava el autoconsumo, según el art. 28.4 LIR. El autoconsumo para la renta supone la ficción de un ingreso: lo que debería de haber pagado un tercero.
El autoconsumo puede ser:
- Interno: los bienes y servicios que el contribuyente destine al uso o consumo propio. En este caso se atiende al valor de mercado del bien o servicio.

El consumo interno da lugar a ingreso porque los gastos se pueden deducir. Por ejemplo, también es autoconsumo lo que consume para sí un frutero. O en el autoconsumo de coches: el concesionario de coches se queda el coche para sí: el ingreso es igual a lo que se cobraría a un tercero ficticio.
- Externo: prestar a terceros bienes o servicios de forma gratuita o a precio inferior al precio del mercado

Los rendimientos irregulares afecta también a la estimación directa. En Sociedades no existen los rendimientos irregulares porque hay un tipo de gravamen fijo. En los rendimientos irregulares se reduce un 40 % del rendimiento íntegro que se genera en más de 2 años y si así lo establece el RIR (Art. 32.1 LIR).
Gastos deducibles: a diferencia de ISOC, en renta no existe diferencia de patrimonio personal y societario.
- Solo se pueden deducir los gastos que están relacionados con los bienes afectos a la actividad económica, según el art. 29 LIR. Los gastos en relación con bienes no afectos no pueden deducirse. El art. 29.2 LIR establece que en ningún caso son susceptibles de afectación parcial elementos patrimoniales indivisibles, como por ejemplo los coches.

Para poder deducir los gastos (consumo, mantenimiento) este elemento debe estar exclusivamente afecto a la actividad empresarial. Si son susceptibles de uso privado se impide que se puedan deducir los gastos. Incluso se ha negado la deducción de la compra del coche que se utiliza para fines profesionales, como por ejemplo el médico que va a varios pueblos: se considera que el coche es susceptible de uso particular.
Esta regla cede en casos lógicos, por ejemplo un taxi, un vehículo industrial, un camión, coche de autoescuela: se pueden deducir los gastos porque se considera que el uso privativo es irrelevante en comparación con el uso empresarial que es relevante.
Pero la afectación parcial sí es posible para los elementos divisibles, como por ejemplo un dentista que tiene la consulta en su piso.
- No se deduce el IVA

- Amortizaciones: se aplica la tabla de coeficientes de las Sociedades. Los bienes amortizables son los bienes de inmovilizado material, según el precio de adquisición o coste de producción del elemento patrimonial del inmovilizado

La Ley de Renta se remita a la Ley de Sociedades para la Estimación directa y se aplica el régimen de beneficios fiscales para las pymes. Nos encontramos en el ISOC con un régimen de incentivo fiscal a las pymes, que son empresas con facturación anual inferior a 8 millones de euros, con lo cual los empresarios individuales no suelen superar esta cifra.
En el ISOC el tipo de gravamen para las pymes es de 25%, pero este tipo de gravamen no se aplica en renta. La remisión al ISOC es solo para determinar el rendimiento neto (los beneficios).

##### Estimación directa simplificada
Se regula en el art. 30 LIR y lo que viene a decir el legislador es que la modalidad simplificada de la estimación directa se aplica a determinadas actividades económicas que no supere 600 000 euros de facturación al año inmediato anterior. Cabe la renuncia a la aplicación de este sistema en cuyo caso el contribuyente determinará el rendimiento neto de todas sus actividades económicas por el método de estimación directa normal durante los 3 años siguientes (según se regula en el Reglamento).
La diferencia entre la estimación directa normal y simplificada se da a la hora de calcular los beneficios: hay simplificaciones en Amortizaciones y provisiones.

##### Determinación de los rendimientos netos
- Amortizaciones: la amortización de los bienes se realiza al aplicar una tabla mucho más sencilla, recogida en la Orden de 27 de marzo de 1998, la Tabla de amortización simplificada (la misma utilizada para las amortizaciones en los RCIM).
- Las provisiones: NO se tienen en cuenta. En su lugar se aplica la reducción de 5% del rendimiento neto.

De manera que, el rendimiento neto = Ingresos – Todos los gastos (SALVO amortizaciones).
El rendimiento neto resultante se reduce un 5% en concepto de provisiones (gastos de difícil justificación).
Ejemplo:
Ingresos de un empresario individual = 200 000 €
Gastos deducibles = 140 000 €
Amortizaciones = 20 000 €
Provisiones = 10 000 €
1º: se determina el rendimiento neto sin tener en cuenta las provisiones
- Ingresos: 200 000
- Gastos deducibles 140 000 + Amortizaciones 20 000 = 160 000
- Rendimiento neto previo = 200 000 – 160 000 = 40 000 €
2º: Se determina el rendimiento neto final: 40 000 – 5%(2000) = 38 000 €

##### Estimación objetiva
La estimación objetiva (módulos) se regula en el art. 31 LIR y los artículos 30 a 37 del RIR.
La principal característica de la estimación objetiva es que se parte de la aproximación de lo real, no se tiene en cuenta los gastos reales, sino otros gastos, índices o módulos.
El sistema de estimación objetiva es pensado solo para empresarios, y en este sentido existe una lista de actividades empresariales, actividades que tienen que reunir los siguientes requisitos: 1. Que facturen menos de 450.000 euros/año y hacer compras de menos de 300.000 euros/año. 2. Además la actividad tiene que estar recogida en la lista de actividades para módulos, porque no todas las actividades están en esa lista. Se trata de las actividades recogidas en la Orden EHA/37 18/2005, de 28 de noviembre. 3. Que el contribuyente titular de la actividad no haya renunciado de forma expresa o tácita. Si se produce la renuncia a módulos, la misma vincula al contribuyente durante 3 años por el sistema de estimación directa
Cálculo de los beneficios por módulos. Se hace una división entre:
- actividades agrícolas y ganaderas.
- resto de actividades.
1. Cálculo de los beneficios para las actividades agrícolas y ganaderas
- Ingresos (rendimiento neto previo): Volumen de ingresos x índices

- Rendimiento neto minorado

Solo existe un gasto que se tiene en cuenta: la amortización de los bienes de inmovilizado, como por ejemplo, la maquinaría, los tractores, etc. Se resta de los beneficios. La amortización se realiza según tabla de amortizaciones especial.
- Rendimiento neto de módulos: rendimiento neto minorado x índices correctores

Hay una excepción: el rendimiento neto de módulos se puede reducir de manera objetiva por los gastos producidos por un incendio, catástrofe, es decir, de manera individual existe la posibilidad de disminuir el valor de los módulos
Ejemplo: una actividad ganadera con ingresos de 100 000 € y amortizaciones de 5000 €
Índice de rendimiento neto: 0,13
Ingresos 100 000 euros x 0,13 = 13 000
Amortizaciones = - 5 000
Rendimiento neto = 8 000
2. Cálculo de los beneficios para el resto de actividades
En el cálculo de los beneficios existe un sistema de fases, que se enumeran a continuación:
Fase 1: Rendimiento neto previo = módulos x su valor
Hay que tener en cuenta las siguientes particularidades:
- Módulo de personal no asalariado: el empresario, el titular
- Módulo de personal asalariado: la persona que trabaja el número de horas anuales fijado en el convenio colectivo o, en su defecto, 1 800 horas/ año
- Otros módulos, como metros cuadrados, KW, etc.

Fase 2: Rendimiento neto minorado
Existe la posibilidad de restar de la Fase I unos “incentivos al empleo”: significa disminuir el impacto de contratar nuevos trabajadores; son formas de contrarrestar el impacto que la contratación tiene sobre la tributación.
Es decir, lo que se restan, son:
- los incentivos al empleo
- amortizaciones según tabla específica de amortizaciones en módulos
Fase 3: Rendimiento neto de módulos: rendimiento neto minorado x índices correctores. Estos rendimientos no pueden ser inferiores a una cantidad mínima que se fija.
¿Qué pasa con la diferencia entre: módulos – beneficios reales? Hay exención de 100% de esta diferencia. Se conoce como renta fiscal.

### Ganancias y pérdidas patrimoniales
Para que se produzca una ganancia o pérdida patrimonial, deben concurrir tres circunstancias:
- que exista una alteración en la composición del patrimonio del contribuyente,
- que exista una variación en el valor del patrimonio, y
- que la Ley de IRPF no califique la renta obtenida como rendimiento.

### Tipos impositivos
Fuente: Ley 35-2006
En 2011, la actual Ley del Impuesto sobre la Renta de las Personas Físicas, Ley 35/2006 de 28 de noviembre, establece cuatro tramos de la tarifa y fija un tipo marginal máximo del 43%.
Tramos:
- Hasta 17 707,20 euros brutos anuales se aplica un tipo marginal del 24 %.
- Desde 17 707,21 hasta 33 007,20 euros brutos anuales se aplica un tipo marginal del 28 %.
- Desde 33.007,21 hasta 53.407,20 euros brutos anuales se aplica un tipo marginal del 37 %.
- A partir de 53 407,21 euros brutos anuales se aplica un tipo marginal del 43 %.

Tramos 2012 hasta 2014 (suma de la escala estatal y autonómica, con el gravamen complementario para los años 2012, 2013 y 2014), para las comunidades autónomas que no han modificado la escala:

| Desde        | Hasta        | Tipo marginal Estatal | Tipo marginal Adicional (Reducción déficit) | Tipo marginal Autonómico (Madrid) | Total |
| ------------ | ------------ | --------------------- | ------------------------------------------- | --------------------------------- | ----- |
| 0,00 €       | 17 707,20    | 12,0%                 | 0,8%                                        | 11,6%                             | 24,4% |
| 17 707,20 €  | 33 007,20 €  | 14,0%                 | 2,0%                                        | 13,7%                             | 29,7% |
| 33 007,20 €  | 53 407,20 €  | 18,5%                 | 3,0%                                        | 18,3%                             | 39,8% |
| 53 407,20 €  | 120 000,20 € | 21,5%                 | 4,0%                                        | 21,4%                             | 46,9% |
| 120 000,20 € | 175 000,20 € | 22,5%                 | 5,0%                                        | 21,4%                             | 48,9% |
| 175 000,20 € | 300 000,20 € | 23,5%                 | 6,0%                                        | 21,4%                             | 50,9% |
| 300 000,20 € | En adelante  | 23,5%                 | 7,0%                                        | 21,4%                             | 51,9% |

En la actualidad los tipos máximos oscilan entre el 51,9% (La Rioja, Madrid) y el 56% en Cataluña.

## Organismos de gestión del IRPF en España
El organismo de la Administración del Estado de España encargado de la gestión, inspección y recaudación de este impuesto es la Agencia Estatal de Administración Tributaria. En el caso del País Vasco y en Navarra, son las Diputaciones Forales las encargadas de su gestión, inspección y recaudación.
Las comunidades autónomas obtienen el 50 % de su recaudación, ya que se trata de un impuesto parcialmente cedido. Las Comunidades autónomas tienen competencias normativas sobre este Impuesto, lo que significa que pueden, entre otras facultades, modificar parte de la tarifa del Impuesto y establecer deducciones sobre la cuota. Así al aumentar la tarifa aumentan su recaudación por el Impuesto y al establecer deducciones la reducen.

## Campaña de la Renta 2018
La campaña de la Renta 2018 empieza el 2 de abril de 2019, desde esta fecha los ciudadanos pueden presentar su declaración de impuestos a través de la web RENTa y la aplicación móviles. A partir del 9 de mayo es posible presentar la declaración de la renta en las oficinas de la AEAT. El 1 de julio concluye el plazo para presentar la declaración. Después de esa fecha comenzará las devoluciones si la declaración sale positiva, existen un plazo de hasta 6 meses para cobrar la devolución. Si la declaración sale a pagar es posible fraccionar el pago en dos siempre que se avise de ello antes del 26 de junio de 2019.
Las novedades para esta declaración:
- Los contribuyentes con dos pagadores y cobren menos de 12.643€ no están obligados a declarar.
- Las rentas inferiores a 16.825€ se beneficiarán de una reducción de la cuota.
- Los ingresos por prestaciones de maternidad o paternidad no tributan este año.[23]
- Si has invertido en nuevas empresas puedes deducir el 30%.
- Las rentas de Ceuta y Melilla tienen una deducción del 60% aumenta un 10% con respecto al año pasado.

## Recaudación del IRPF en España
| Año                                                                               | Recaudación IRPF (millones de euros) | Variación |
| --------------------------------------------------------------------------------- | ------------------------------------ | --------- |
| 2023                                                                              | 120 280                              | 9,9%      |
| 2022                                                                              | 109 485                              | 15,8%     |
| 2021                                                                              | 94 546                               | 7,5%      |
| 2020                                                                              | 87 972                               | 1,2%      |
| 2019                                                                              | 86 892                               | 4,9%      |
| 2018                                                                              | 82 859                               | 7,6%      |
| 2017                                                                              | 77 038                               | 6,4%      |
| 2016                                                                              | 72 416                               | 0,1%      |
| 2015                                                                              | 72 346                               | 0,4%      |
| 2014                                                                              | 72 662                               | 3,9%      |
| 2013                                                                              | 69 951                               | 0,9%      |
| 2012                                                                              | 70 619                               | 1,2%      |
| 2011                                                                              | 69 803                               | 4,2%      |
| 2010                                                                              | 66 977                               | 4,9%      |
| 2009                                                                              | 63 857                               | 10,5%     |
| 2008                                                                              | 71 341                               | 1,8%      |
| 2007                                                                              | 72 614                               | 15,6%     |
| 2006                                                                              | 62 813                               | 14,8%     |
| 2005                                                                              | 54 723                               | 14,7%     |
| 2004                                                                              | 47 722                               | 2,7%      |
| 2003                                                                              | 46 451                               | 43,9%     |
| 2002                                                                              | 32 277                               | 10,7%     |
| 2001                                                                              | 36 127                               | 12,5%     |
| 2000                                                                              | 32 119                               | 4,6%      |
| 1999                                                                              | 30 707                               | 2,2%      |
| 1998                                                                              | 30 049                               | 9,9%      |
| 1997                                                                              | 33 367                               | 5,3%      |
| Fuentes: Ministerio de Hacienda - Agencia Estatal de la Administración Tributaria |                                      |           |